# 驶向自由
《駛向自由》（英語：Riding Freedom），是一本由帕姆·穆尼奥斯·瑞恩著作，由真實事件改編而成的兒童中篇小說。該書講述的是關於一名孤女對美國女性權利問題做出貢獻的故事。

## 情節
一位叫做夏洛特（Charlotte）的女孩於18世紀初出生在新罕布什尔州，父母車禍死亡後被孤兒院收留。她長大後發現社會上女性表達自己意見的權利很小，且低人一等，因此決定對此進行改變。後來搬到加州，推動女性參與投票，並且在1866年美國總統選舉中投票，是第一位在美國總統選舉中投票的女人。

## 获奖
該書獲得了加州少兒讀物獎。